# La Magdeleine (Italia)
La Magdeleine (pron. fr. AFI: [la madəlɛn] ) è un comune italiano sparso di 105 abitanti abitanti della Valtournenche, valle laterale della Valle d'Aosta.

## Geografia fisica

### Territorio
Il territorio comunale, che comprende un'isola amministrativa nel confinante comune di Antey-Saint-André, include al suo interno anche diversi laghi alpini, come i laghi di Champlong e il lago Charey.
- Classificazione sismica: zona 4 (sismicità molto bassa)[4]

## Storia

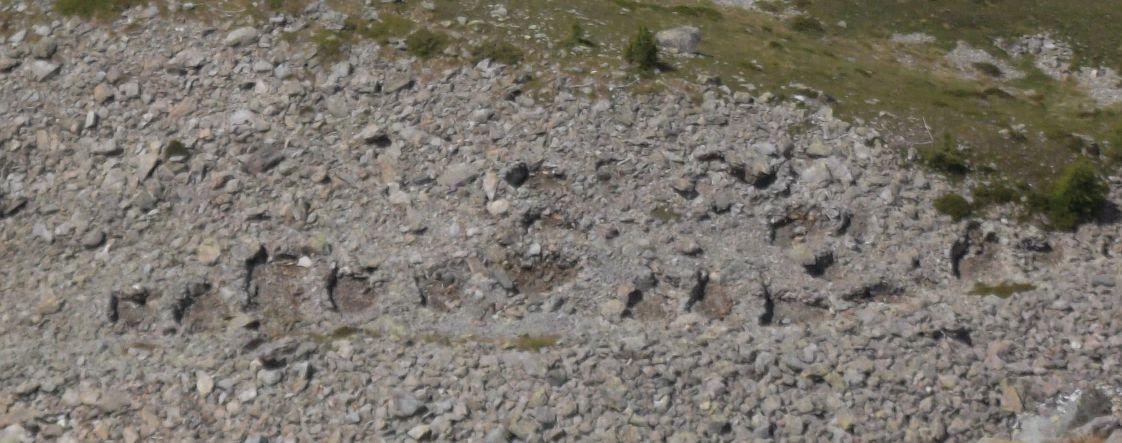
Il villaggio salasso visto dall'alto.

Alcuni reperti dell'età del ferro sono stati ritrovati nel sito archeologico del Monte Tantané, a testimonianza di una presenza salassa sul territorio in epoca preromana.
Durante il Medioevo, La Magdeleine faceva parte della Signoria di Cly, pur favorendo gli scambi commerciali con Châtillon.
In epoca fascista, il toponimo fu italianizzato in La Maddalena d'Aosta dal 1939 al 1946.

### Simboli
Lo stemma comunale e il gonfalone sono stati concessi con decreto del presidente della Repubblica del 20 febbraio 1996.
e con i lembi dello scudo. Ornamenti esteriori da Comune.»
Il gonfalone è un drappo di giallo.

## Monumenti e luoghi d'interesse

### Architetture religiose
- La chiesa parrocchiale di Santa Maria Maddalena, in frazione Brengon
- La cappella dei Santi Rocco e Sebastiano a Messelod: fondata il 7 giugno 1672 da Michel Messelod è decorata in facciata da tre dipinti che rappresentano San Rocco, la crocifissione e San Sebastiano sormontati da Dio Padre, dalla colomba che rappresenta lo Spirito Santo e dalla data 1827.
- La cappella di Nostra Signora della Neve, in località Vieu

### Architetture civili
- Il Sentiero dei Mulini è stato recuperato di recente e comprende 8 mulini, di cui alcuni funzionanti e collegati da un ruscello, che un tempo servivano per la produzione della farina usata per il pane nero cotto nei forni delle frazioni. Il sentiero è accessibile ma è possibile visitare i mulini solo dall'esterno, si possono visitare all'interno su prenotazione.[9][10]
- I forni, presenti in 4 frazioni su 5

### Siti archeologici

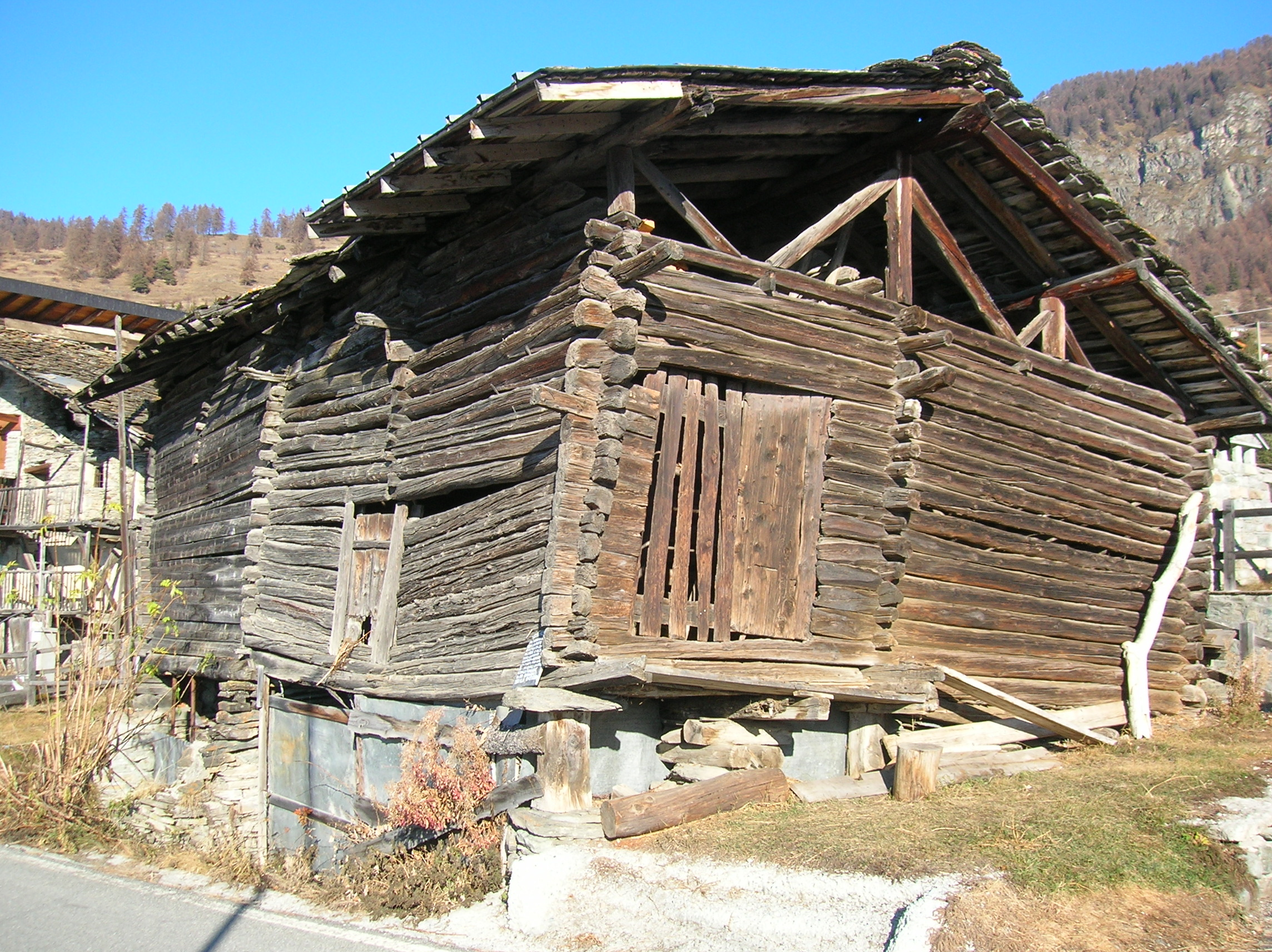
Il villaggio dei Salassi del Monte Tantané  - Un rascard.
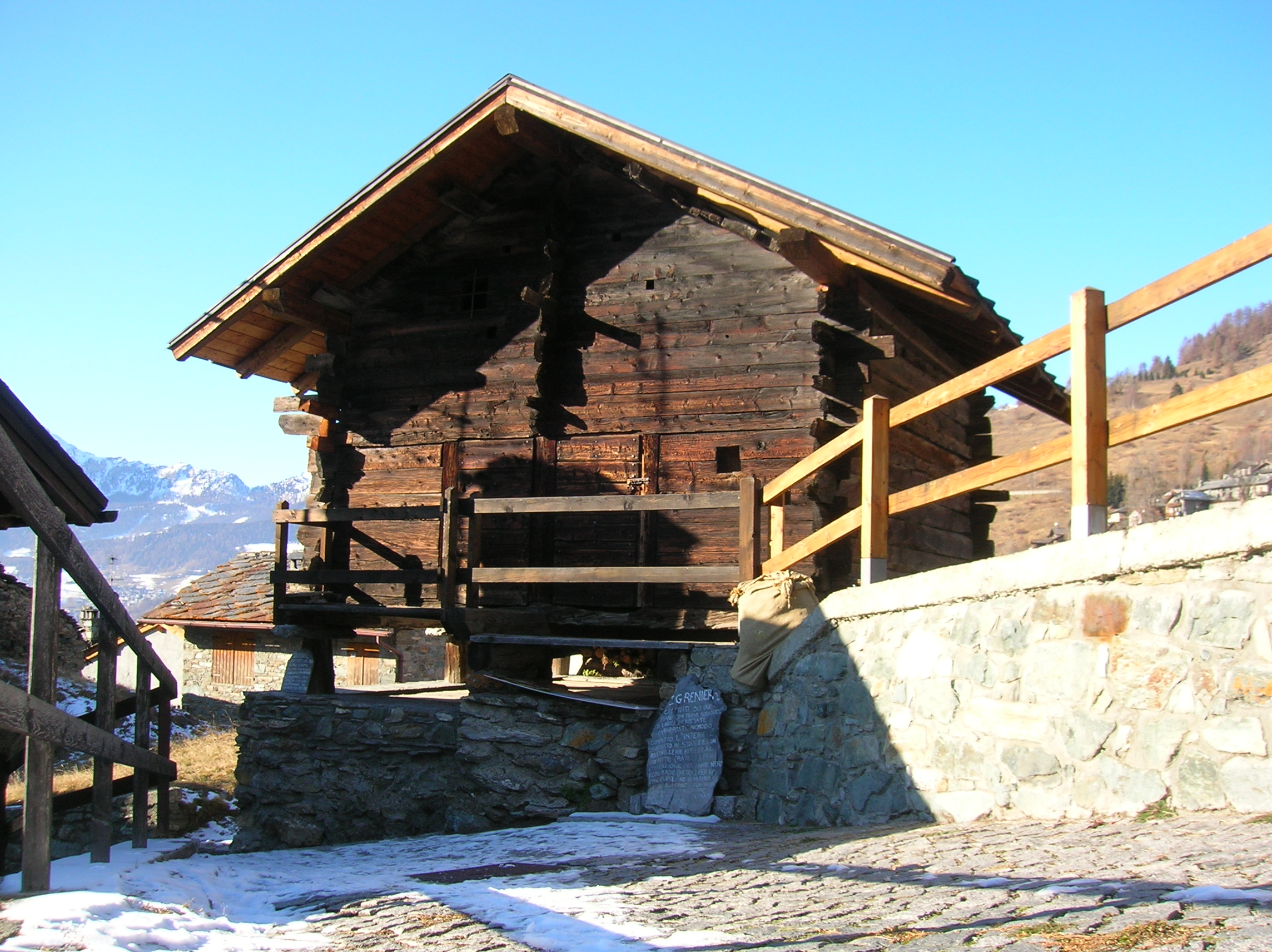
Il grenier.
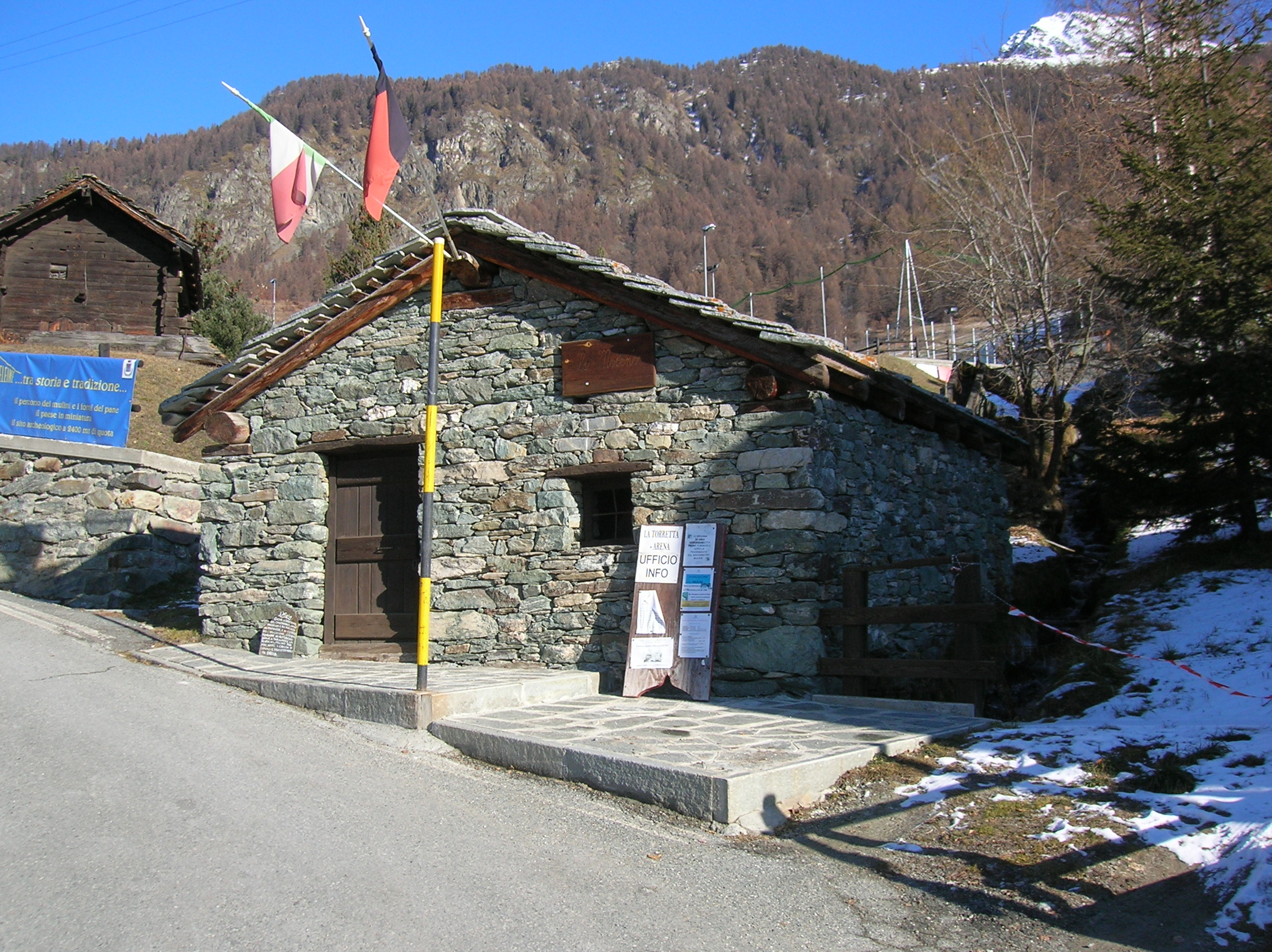
Uno dei mulini trasformato in ufficio turistico.
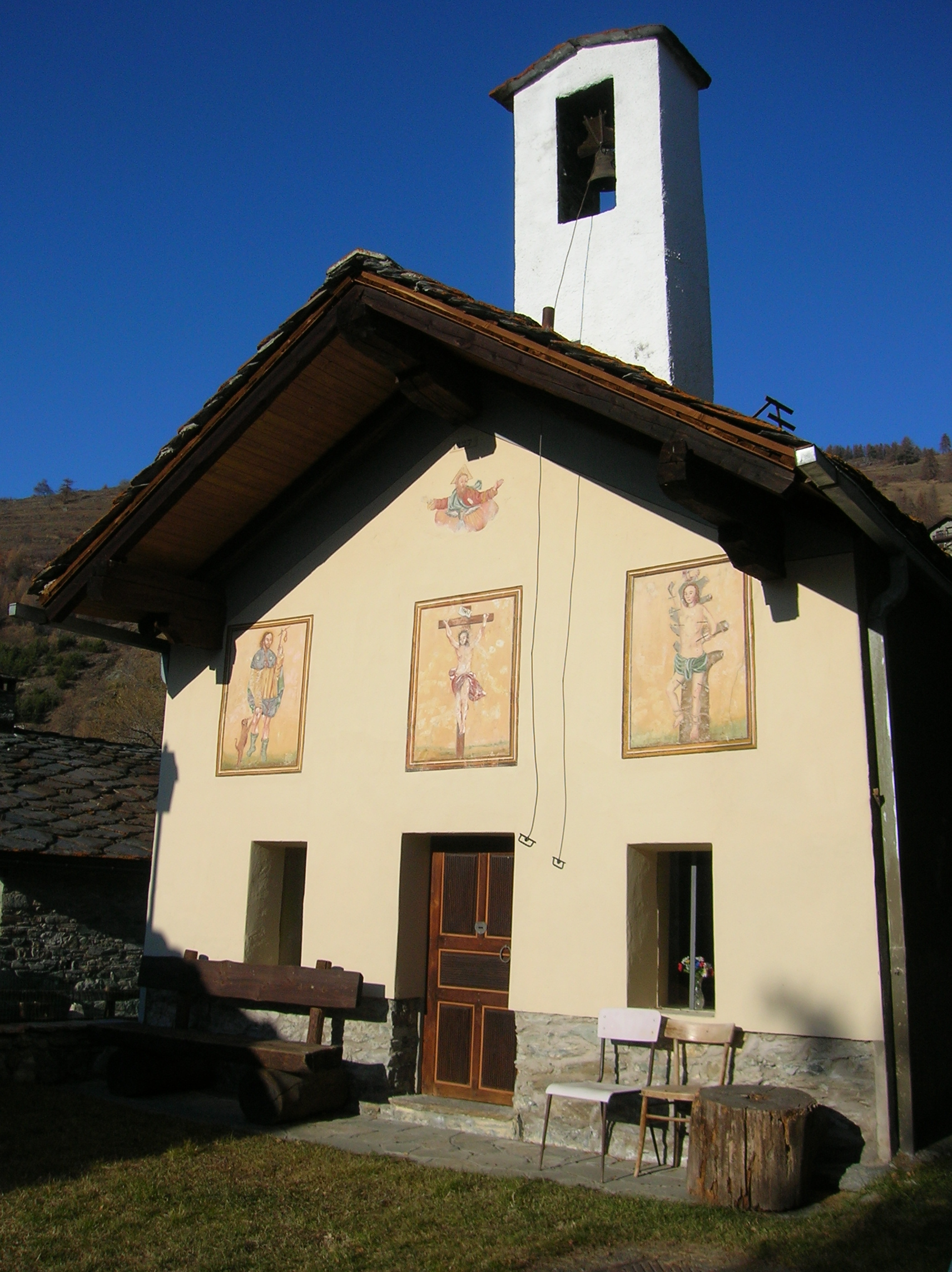
La cappella di San Rocco.
  - Il grenier.
  - Uno dei mulini trasformato in ufficio turistico.
  - La cappella di San Rocco.

## Società

### Evoluzione demografica
Abitanti censiti

## Cultura

### Biblioteche
In frazione Clou ha sede la biblioteca comunale.

## Geografia antropica

### Frazioni
Secondo l'articolo 5 dello Statuto del comune di La Magdeleine, sono cinque le frazioni che costituiscono la circoscrizione del comune in virtù della loro rilevanza storica: Artaz, Brengon, Clou, Messelod e Vieu. Queste sono localmente note come les cinq villages (dal francese, i cinque villaggi).

## Economia

### Artigianato
Importante e tipica è la lavorazione del legno finalizzata alla realizzazione di vari oggetti, quali statuine e sabot.

### Turismo
La Magdeleine, per la sua attenzione a favorire il turismo sostenibile e la mobilità dolce, fa parte del consorzio delle Perle delle Alpi.

## Infrastrutture e trasporti

### Strade
Il comune è collegato ad Antey-Saint-André sul fondovalle da un'unica strada carrabile.

## Amministrazione

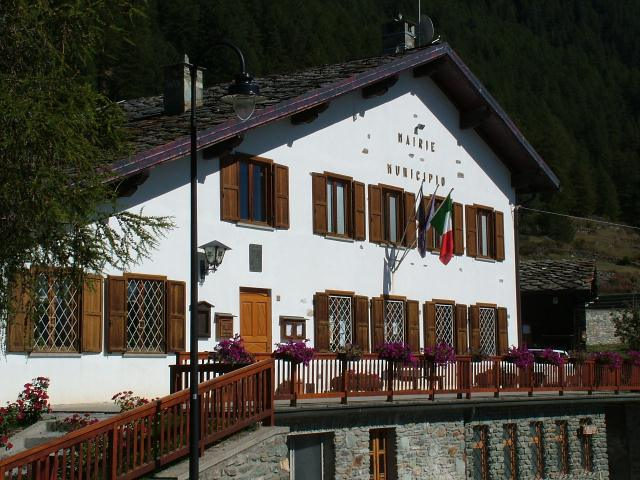
Il municipio (in francese, Maison communale)

Fa parte dell'Unité des Communes valdôtaines Mont-Cervin.
Di seguito è presentata una tabella relativa alle amministrazioni che si sono succedute in questo comune.
| Periodo           | Periodo           | Primo cittadino   | Partito      | Carica  | Note   |
| ----------------- | ----------------- | ----------------- | ------------ | ------- | ------ |
| 7 giugno 1985     | 25 maggio 1990    | Natalino Vittaz   | -            | Sindaco | [ 15 ] |
| 25 maggio 1990    | 13 agosto 1992    | Lino Vittaz       | -            | Sindaco | [ 15 ] |
| 13 agosto 1992    | 29 maggio 1995    | Pietro Duroux     | -            | Sindaco | [ 15 ] |
| 29 maggio 1995    | 8 maggio 2000     | Anna Chiaraviglio | -            | Sindaco | [ 15 ] |
| 8 maggio 2000     | 9 maggio 2005     | Anna Chiaraviglio | lista civica | Sindaco | [ 15 ] |
| 9 maggio 2005     | 24 maggio 2010    | Edi Dujany        | lista civica | Sindaco | [ 15 ] |
| 24 maggio 2010    | 11 maggio 2015    | Edi Dujany        | lista civica | Sindaco | [ 15 ] |
| 20 maggio 2015    | 22 settembre 2020 | Edi Dujany        |              | Sindaco | [ 15 ] |
| 23 settembre 2020 | in carica         | Mauro Duroux      |              | Sindaco | [ 15 ] |

## Sport
In questo comune si gioca a palet, caratteristico sport tradizionale valdostano.